# Свети Никола (Калиманци)
Вижте пояснителната страница за други значения на Свети Никола.
„Свети Николай“ или „Свети Никола“ е възрожденска църква в светиврачкото село Калиманци, България, част от Неврокопската епархия на Българската православна църква. Обявена е за паметник на културата.

## Архитектура
Църквата е построена през 1845 година, като датата е изчукана на една от подовите плочи. В архитектурно отношение представлява малка каменна трикорабна сграда. По-късно към северната фасада е пристроен притвор. През 50-те години на XX век е построена камбанария с кубе. Иконостасът, който според устни предания е донесен от Света гора, е таблен. От двете страни на иконите на опостолския ред има лозници. Цокълните икони са от I половина на XIX век, царските са от времето на градежа, но са надживописани в 1944 година. Царските двери са ажурно резбовани и имат медальони с изписани светци, пророци и „Благовещение“.